# عشبة القوى الغرنوقية
عشبة القوى الغرنوقية (الاسم العلمي:Potentilla geranioides) هي نوع من النباتات تتبع جنس عشبة القوى من الفصيلة الوردية.